# Красенець-Закупни
Красенець-Закупни (пол. Krasieniec Zakupny) — село в Польщі, у гміні Івановиці Краківського повіту Малопольського воєводства.
Населення — 332 особи (2011).
У 1975-1998 роках село належало до Краківського воєводства.

## Демографія
Демографічна структура станом на 31 березня 2011 року:
|          | Загалом | Допрацездатний вік | Працездатний вік | Постпрацездатний вік |
| -------- | ------- | ------------------ | ---------------- | -------------------- |
| Чоловіки | 175     | 35                 | 119              | 21                   |
| Жінки    | 157     | 32                 | 92               | 33                   |
| Разом    | 332     | 67                 | 211              | 54                   |